# Terry County
Das Terry County ist ein County im Bundesstaat Texas der Vereinigten Staaten. Das U.S. Census Bureau hat bei der Volkszählung 2020 eine Einwohnerzahl von 11.831 ermittelt. Der Verwaltungssitz (County Seat) ist Brownfield. Das County gehört zu den Dry Countys, was bedeutet, dass der Verkauf von Alkohol eingeschränkt oder verboten ist.

## Geographie
Das County liegt nordwestlich des geographischen Zentrums von Texas, ist im Osten etwa 40 km von der Ostgrenze von New Mexico entfernt und hat eine Fläche von 2308 Quadratkilometern, wovon 3 Quadratkilometer Wasserfläche sind. Es grenzt im Uhrzeigersinn an folgende Countys: Hockley County, Lynn County, Dawson County, Gaines County und Yoakum County.

## Geschichte
Terry County wurde 1876 aus Teilen des Bexar County gebildet. Benannt wurde es nach Benjamin Franklin Terry, einem Colonel der Konföderierten Armee und Kommandeur der 8. Texas-Kavallerie.

## Demografische Daten

Alterspyramide des Terry County

Nach der Volkszählung im Jahr 2000 lebten im Terry County 12.761 Menschen in 4.278 Haushalten und 3.247 Familien. Die Bevölkerungsdichte betrug 6 Einwohner pro Quadratkilometer. Ethnisch betrachtet setzte sich die Bevölkerung zusammen aus 76,55 Prozent Weißen, 5,00 Prozent Afroamerikanern, 0,53 Prozent amerikanischen Ureinwohnern, 0,22 Prozent Asiaten, 0,02 Prozent Bewohnern aus dem pazifischen Inselraum und 14,28 Prozent aus anderen ethnischen Gruppen; 3,40 Prozent stammten von zwei oder mehr Ethnien ab. 44,09 Prozent der Einwohner waren spanischer oder lateinamerikanischer Abstammung.
Von den 4.278 Haushalten hatten 35,8 Prozent Kinder oder Jugendliche, die mit ihnen zusammen lebten. 59,7 Prozent waren verheiratete, zusammenlebende Paare 11,9 Prozent waren allein erziehende Mütter und 24,1 Prozent waren keine Familien. 22,1 Prozent waren Singlehaushalte und in 12,3 Prozent lebten Menschen im Alter von 65 Jahren oder darüber. Die durchschnittliche Haushaltsgröße betrug 2,76 und die durchschnittliche Familiengröße betrug 3,23 Personen.
28,4 Prozent der Bevölkerung war unter 18 Jahre alt, 9,5 Prozent zwischen 18 und 24, 27,0 Prozent zwischen 25 und 44, 20,6 Prozent zwischen 45 und 64 und 14,6 Prozent waren 65 Jahre alt oder älter. Das Durchschnittsalter betrug 35 Jahre. Auf 100 weibliche Personen kamen 108 männliche Personen und auf 100 Frauen im Alter von 18 Jahren oder darüber kamen 109,5 Männer.
Das jährliche Durchschnittseinkommen eines Haushalts betrug 28.090 USD, das Durchschnittseinkommen einer Familie betrug 33.339 USD. Männer hatten ein Durchschnittseinkommen von 24.321 USD, Frauen 20.131 USD. Das Prokopfeinkommen betrug 13.860 USD. 19,2 Prozent der Familien und 23,3 Prozent der Einwohner lebten unterhalb der Armutsgrenze.

## Städte und Gemeinden
- Brownfield
- Meadow
- Wellman
- Tokio